# IC 4722
IC 4722 је спирална галаксија у сазвјежђу Паун која се налази на листи објеката дубоког неба у Индекс каталогу.
Деклинација објекта је - 57° 47' 36" а ректасцензија 18h 34m 31,3s. Привидна величина (магнитуда) објекта IC 4722 износи 13,0 а фотографска магнитуда 13,7. Налази се на удаљености од 45,237 милиона парсека од Сунца. IC 4722 је још познат и под ознакама ESO 140-28, AM 1830-574, IRAS 18302-5749, PGC 62071.